# Думай как мужчина 2
«Ду́май как мужчи́на 2» (англ. Think Like a Man Too) — романтическая кинокомедия режиссёра Тима Стори, повествующая историю отношений четырёх пар. Премьера фильма состоялась 10 июня 2014 года. Приквел фильма вышел в 2012 году под названием «Думай как мужчина».

## Сюжет
Фильм рассказывает о четырёх парах. Наладив личную жизнь, пары едут в Лас-Вегас дабы отпраздновать свадьбу Майка. За время мальчишника и девичника возникает множество непредвиденных ситуаций. 

## В ролях

### В главных ролях
- Майкл Или — Доминик «Мечтатель»
- Джерри Феррара — Джереми «Гуляк»
- Миган Гуд — Мая
- Реджина Холл — Кэндэс
- Денис Хэйсберт — дядя Эдди
- Кевин Харт — Седрик «Счастливо разведён»
- Терренс Дженкинс — Майкл «Маминькин сынок»
- Тараджи Хенсон — Лорен
- Романи Малко — Зики «Игрок»
- Габриэль Юнион — Кристен
- Дженифер Льюис — Лоретта
- Ла Ла Энтони — Соня

### Второстепенные персонажи
- Гэри Оуэн — Беннетт
- Адам Броди — Исаак
- Венди Маклендон-Кови — Тиш
- Дэвид Уолтон — Таррелл
- Джим Пиддок — Деклан

## Рецензии

### Отзывы критиков
Фильм получил преимущественно негативные отзывы. Согласно опросу веб-сайта Rotten Tomatoes фильм набрал 23% положительных отзывов, основанных на 78 рецензиях; на Metacritic фильм набрал 38 положительных отзывов из 100, основанных на 30 рецензиях. 

### Сборы
Фильм собрал $29 241 911 в течение первой недели проката, заняв первую строчку рейтинга. Общий сбор в мировом прокате составил $70 181 428.